# موزه اتحاد
موزه اتحاد (به عربی: متحف الإتحاد) مکانی برای جمع آوری، حفظ و نمایش میراث امارات متحده عربی در زمینه‌های تاریخ اجتماعی، سیاسی، فرهنگی، علمی و نظامی است. این موزه گذرنامه‌های قدیمی و آثار باستانی شخصی مانند حلقه، عینک، ساعت جیبی، تمبر، نامه‌ها و دیگر موارد نادر را بر روی صفحه نمایش برای عموم مردم به نمایش می‌گذارد.

ساختمان دارای هشت غرفه است :
- غرفه یک : یک فیلم مستند در مورد تاریخ امارات متحده عربی نمایش می‌دهد.
- غرفه دو : یک نقشه تعاملی پانوراما برجسته که دوران قبل از شکل‌گیری فدراسیون را نشان می‌دهد.
- غرفه سه : جدول زمانی تعاملی که وقایع کلیدی تاریخی قبل از اتحادیه را نشان می‌دهد.
- غرفه چهار : ویترینی تصویری از جلسه بین زاید بن سلطان آل نهیان و راشد بن سعید آل مکتوم
- غرفه پنج : یک راهنمای تعاملی برای تشکیل اتحادیه.
- غرفه شش : به لحظات و چالش مهم بیعت بنیانگذاران قبل از سال ۱۹۷۱ می‌پردازد.
- غرفه هفت : به قانون اساسی امارات متحده عربی و اعلان واقعی آن اختصاص دارد.
- غرفه هشت : یک گالری باز از جشن ملت تازه بنیان شده.